# Долі та фурії (роман)
«Долі та фурії» (англ. Fates and Furies) (2015) — третій роман американської письменниці Лорен Ґрофф.

## Передісторія
Події роману «Долі та фурії» відбуваються в Сполучених Штатах і досліджують, як різні люди у стосунках можуть мати різні погляди на стосунки. За словами Ґрофф, вона спочатку планувала роман як дві окремі книги, але її агент заохотив переписати їх як єдиний твір. У романі відчувається вплив грецької міфології; божества та помста є наскрізними темами.

## Прийняття
За даними Book Marks, книжка отримала «позитивні» рецензії на основі двадцяти шести відгуків критиків, з яких дванадцять були «захопленими», вісім — «позитивними», чотири — «змішаними» і два — «панорамними». У номері за листопад/грудень 2015 року журналу Bookmarks, який збирає відгуки критиків на книги, книжка отримала оцінку  (4,0 з 5) на основі рецензій критиків із критичним підсумком, у якому сказано: «Своїм третім романом Ґрофф створила одну з найвизначніших книг року».
«Долі та фурії» було номіновано на Національну книжкову премію. Книжка привернула велику увагу преси, зокрема Керрі Браунштейн, Сари Джесіки Паркер і президента Барака Обами, який сказав, що книжка йому сподобалася більше, ніж усе, що він читав того року. Також роман порівнювали з трилером Джилліан Флінн «Зникла дівчина».
Позитивні відгуки відзначали роман як «майстерний», тоді як негативні відгуки зосереджувалися на моментах неправдоподібності в другій половині роману.

## Переклад українською
2024 року у видавництві «Наш Формат» вийшов український переклад роману. Перекладачка — Ольга Захарченко.